# Rệp sáp bột hồng
Rệp sáp bột hồng (Danh pháp khoa học: Phenacoccus manihoti) là một loài rệp trong họ Pseudococcidae có nguồn gốc phát sinh ở Paraguay thuộc Nam Mỹ và đã di thực, du nhập tới nhiều nơi trên thế giới, nhất là ở Việt Nam. Chúng là loài rệp chuyên ký sinh và hại cây sắn, gây hậu quả rất lớn.

## Đặc điểm
Rệp sáp bột hồng có khả năng lây lan rất nhanh (qua hom giống, phát tán theo gió, trôi theo nguồn nước, bám dính trên cơ thể động vật, người, công cụ và bám dính trên các phương tiện vận chuyển…) nên rất khó phòng ngừa. Rệp sống cộng sinh với một số loài kiến và sinh sản đơn tính nên sinh sản rất nhanh.. Việc sử dụng thuốc hóa học để phun trừ đem lại hiệu quả rất thấp chỉ đạt 5% do rệp sống ở những vị trí kín trên cây sắn. Ngoài ra, do rệp có lớp sáp và bột trắng bao phủ trên thân nên thuốc không bám dính hết vào cơ thể và tiêu diệt được chúng.
Rệp sáp bột hồng sẽ tấn công điểm sinh trưởng của cây sắn, gây hiện tượng chùn ngọn. Nếu bị nhiễm với mật độ cao, có thể gây rụng toàn bộ lá của cây sắn. Rệp sáp bột hồng tấn công điểm sinh trưởng của cây sắn, gây hiện tượng chùn ngọn. Ngọn chính bị gây hại dẫn đến cây sắn trở nên lùn, thân cây cong queo gây rối loạn, rệp bám mặt sau lá, nhiều nhất trên các nách lá vùng ngọn bị xoắn. Rệp sáp bột hồng có vòng đời từ 32-92 ngày. Rệp sáp bột hồng có thể chuyển sang sống trên các lộc non của cây cao su để gây hại trong những điều kiện nhất định. 